# 小型モジュール炉

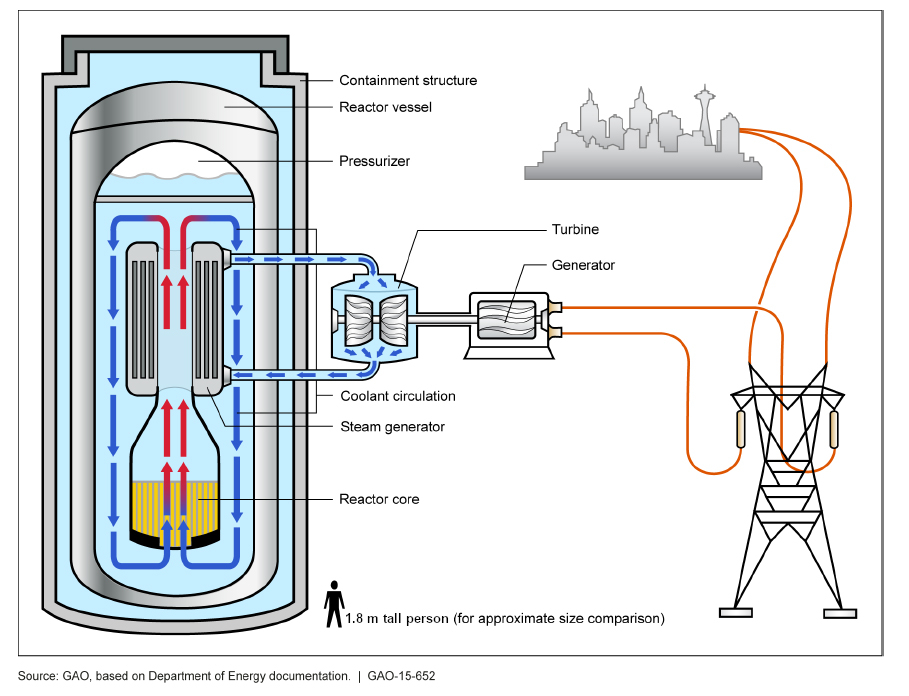
軽水式SMRの仕組みについてのイラスト

小型モジュール炉（こがたモジュールろ、英語: Small Modular Reactors: SMR）は、従来の原子炉よりも小型の核分裂炉。一般的な原子力発電所の電気出力が1基100万キロワット程度であるのに対して、SMRは30万キロワット以下、または熱出力が1000MWth未満の炉を指す。送電インフラがない地域で発電できるほか、大きな電力を得たい場合は複数のSMRを連結することを想定している。
SMRは工場で製造され、設置場所に輸送されるように設計されている。日本の三菱重工業が開発中のマイクロ炉は3メートル程度で、トラックに積載してコンテナ輸送できる。現場での建設を減らし、放射性物質や放射線の封じ込め効率を高め、安全性を高めると主張されている。より高い安全性は人間の介入なしに動作する受動的な安全機能の使用によってもたらされるべきで、これはいくつかの従来の原子炉のタイプで既に実装されている概念である。SMRはまた、従来の原子炉に比べて人員を削減できる。SMRは、従来の原子炉の建設を妨げる財政的および安全上の障壁をクリアできると主張されている。
SMRという用語は、サイズ、容量、モジュール構造のみを指し、原子炉の種類や適用される核プロセスは指定しない。設計は、既存の設計の縮小版から第IV世代の設計まで多岐にわたり、溶融塩原子炉およびガス冷却原子炉モデルとともに、熱中性子炉と高速中性子炉の両方が提案されている。
SMRは、人員配置、セキュリティ、および展開時間の点で異なる。SMR関連のリスクを評価するためのアメリカ合衆国連邦政府の研究はライセンス供与を遅らせた。SMRに関する懸念の1つは、核拡散を防ぐことができるかである。
2020年まで、真にモジュール式のSMRは構築されていなかった。2020年5月になって初めて、2基の30 MWe原子炉タイプKLT-40を備えた水上原子力発電所の最初のプロトタイプ「アカデミック・ロモノソフ」がロシア連邦ペヴェクで運転を開始した。この概念は、原子力砕氷船の設計に基づいている。最初の商用陸上ベースの125MWe実証原子炉ACP100（玲龍一号）の運転は、2026年末までに中華人民共和国（中国）で開始される予定である。

## 背景
過去には、経済規模のメリットを考慮して、原子炉は大きくなる傾向があった。 原子力災害、特に1986年のチェルノブイリ原子力発電所事故と2011年の福島第一原子力発電所事故は、世界的な開発の停止、資金の削減、原子炉プラントの閉鎖など、原子力産業に大きな後退をもたらした。それに応じて、より小さな原子炉をより早く実現し、より安全に、そして単一の原子炉に対してより低コストで建設することを目的とした新しい戦略が導入された。 規模の利点が失われ、電力出力が大幅に低下したにもかかわらず、モジュール式の建設と予想されるより短いタイムスケールのプロジェクトの導入により、資金調達が容易になると予想された。
支持者は、オフサイトで製造できる標準化されたモジュールを使用しているため、SMRの方が安価であると主張している。ただし、SMRにはいくつかの経済的な欠点もある。いくつかの研究は、SMRの全体的なコストが大型原子炉のコストに匹敵することを示唆している。さらに、SMRモジュールの輸送に関する情報公開は非常に限定されている。批評家は、モジュール式の建物は、各SMRのコストが依然として高いことを考えると、同じタイプの大量生産の場合にのみ費用効果が高いと言う。
支持者は、実証済みの技術を備えた原子力エネルギーは安全であり、原子力産業は、サイズが小さいほどSMRがさらに安全になると主張している。 批評家は、核燃料と廃棄物のより多くの輸送が必要になるなど、より小さな原子炉はより高いリスクをもたらすと主張する。  SMRには、新しい技術を備えた新しい設計が必要であり、その安全性を証明する必要がある。

## 特徴

### ライセンス
特定のデザインの最初のユニットのライセンスが取得されると、全てのユニットが同じように動作するため、後続のユニットのライセンスは大幅に簡素化される。

### スケーラビリティ
特定の発電所は、単一のモジュールから始めて、需要の増加に応じてモジュールを追加することで拡張できる。 これにより、従来の設計に関連する初期費用が削減される。
SMRは一般に負荷追従設計であるため、電力需要が少ない場合は、発電量を減らすことができる。

### 立地/インフラストラクチャ
SMR原子炉の設置面積ははるかに小さくなるたとえば、470 MWeの3ループロールスロイスSMR原子炉は、従来のプラントに必要なものの10％である40,000 m2（430,000平方フィート）を必要とする。このユニットは大きすぎて小型モジュール式原子炉の定義を満たすことができず、SMRの主張されている利点に疑問を投げかけるより多くの現場での建設が必要になる。 同社は500日の建設期間を目標としている。
遠隔地での電力需要は通常小さく変動するため、小規模なプラントに適しており、 サイズが小さいと、出力を分散するためのグリッドの必要性も減る可能性がある。

### 安全性
封じ込めはより効率的であり、拡散の懸念ははるかに少ない。例えば、圧力解放弁は、圧力の増加に応答して冷却剤の流れを増加させることができるばねを有し得る。固有の安全機能は、物理法則のみに依存して、動作するために可動部品を必要としない。別の例は、温度が高すぎると溶けて原子炉の燃料が原子炉から排出され、臨界量を失うことを可能にする、原子炉の底にあるプラグである。
136の異なる歴史的および現在の原子炉とSMRの概念を考慮した、ドイツ連邦共和国の核廃棄物管理安全局（BASE）による報告では、高出力原子力発電所と比較して、個々のSMRは原子炉あたりの放射性崩壊の在庫が少ないので潜在的に安全上の利点を達成できるとされる。しかし、同じ生産量の電力に必要な原子炉の数が多いと、全体的なリスクが何倍にもなる。 報告書はまた、製造業者によって時々述べられていることとは反対に、重大な事故の場合、放射能汚染は工場の敷地をはるかに越えて広がると想定されなければならないと主張している。

### 拡散
多くのSMRは、より高い燃焼度とより長い燃料サイクルを可能にする非従来型の燃料を使用するように設計されている。給油間隔を長くすると、拡散のリスクを減らし、放射線が封じ込めを逃れる可能性を低くすることができる。遠隔地にある原子炉の場合、アクセスが困難になる可能性があるため、燃料寿命を長くすると役立つ場合がある。

## 種類
SMRは複数の設計で想定されている。 いくつかは現在の原子炉の単純化されたバージョンであり、他は全く新しい技術を含んでいる。提案された全てのSMRは核分裂を使用する。SMRの設計には、熱中性子炉と高速中性子炉が含まれる。

### 熱中性子炉
熱中性子炉は減速材に依存して中性子を減速させ、一般に核分裂性物質としてウラン235を使用する。 ほとんどの従来運転中の原子炉はこのタイプである。

### 高速炉
高速炉は減速材を使用しない。代わりに、彼らはより高速の中性子を吸収するために燃料に依存している。これは通常、炉心内の燃料配置を変更するか、別の燃料を使用することを意味する。例えば、プルトニウム239はウラン235よりも高速中性子を吸収する可能性が高い。
高速炉は増殖炉になり得る。これらの原子炉は、非核分裂性元素を核分裂性元素に核変換するのに十分な中性子を放出する。増殖炉の一般的な用途は、最も簡単に見つけられるウランの同位体であるウラン238の「ブランケット」で炉心を囲むことである。ウラン238が中性子吸収反応を起こすと、それはプルトニウム239になり、燃料補給中に原子炉から取り出して、その後に燃料として使用することができる。

## 技術

### 冷却
従来の原子炉は冷却材として水を使用する。
SMRは、冷却剤として水、液体金属、ガス、溶融塩を使用する場合がある。SMRの冷却水要件は低く、SMRを構築できる場所の数が増え、鉱業や淡水化などの遠隔地が含まれるようになる。

### 熱生成/発電
一部のガス冷却原子炉の設計では、水を沸騰させるのではなく、ガスを動力源とするタービンを駆動する。熱エネルギーは、変換せずに直接使用できる。熱は、水素製造やその他の商業活動たとえば海水淡水化や石油製品の製造（オイルサンドからの石油の抽出、石炭からの合成油の作成など）で使用できる。

### 人員配置
東芝4Sのような原子炉は、ほとんど監視なしで運転するように設計されている。

### 負荷追従
SMR設計は、ベースロード電力を提供することも、需要に基づいて出力を調整することもできる。 もう1つのアプローチは、コージェネレーションを採用し、一貫した出力を維持しながら、それ以外の場合は不要な電力を補助的な用途に転用することである。
コージェネレーションの選択肢として、地域暖房、海水淡水化、水素製造が提案されている。 一晩の淡水化には、生産時以外の時間に水を供給することができるように、十分な淡水貯蔵が必要である。

## 廃棄物
多くのSMR設計は、燃料の燃焼度が高く、廃棄物の量を減らす高速炉である。より高い中性子エネルギーでは、通常、より多くの核分裂生成物が許容される。 増殖炉はウラン235を「燃焼」させるが、ウラン238などの親物質を使用可能な燃料に変換する。
一部の原子炉はトリウム燃料サイクルで稼働するように設計されており、ウランサイクルと比較して長期廃棄物の放射線毒性が大幅に低減されている。
進行波炉は、燃料の除去や洗浄を必要とせずに、増殖した燃料を即座に使用する。
核廃棄物管理の安全性に関するドイツ連邦政府の報告によると、SMRには依然として大規模な中間貯蔵と燃料輸送が必要である。 いずれにせよ、リポジトリは依然として必要とされる。

## 安全性
クーラントシステムは、自然循環（対流）を使用して、故障する可能性のあるポンプを排除できる。 原子炉停止後も対流は崩壊熱を除去し冷却が続く。
アメリカ合衆国企業ニュースケールのSMRはプールに沈めて運用し、冷却電源が失われてもプールからの水の漏出がなければ水がSMRを冷やし、一カ月ほど経って水が蒸発しても、空気循環で冷やせるほどになり安全を確保できるとしている。
減速材と燃料の負の温度係数は核分裂反応を制御下に保ち、温度が上昇するにつれて反応を遅くする。
一部のSMRは、パッシブシステムをバックアップするためにアクティブ冷却システムを必要とする場合があり、コストが増加する。 さらに、SMR設計では封じ込め構造の必要性が少なくなる。
一部のSMR設計では、原子炉と使用済み燃料貯蔵プールを地下に埋める。
原子炉が小さいほどアップグレードが容易という見解もある。

## 経済
SMRの主要な推進力は、製造工場でそれらを製造する能力から生じる、より大きな原子炉と比較した場合の規模の経済である。 代わりに、SMRの資本コストがより大きな原子炉と同等だとする研究もある。工場の建設には多額の資本が必要で、そのコストを償却するには、40〜70ユニットと見積もられるかなりの量が必要とされる。
ただし、SMRを大型原子炉と比較する場合は、規模の経済の欠如を補う必要があるSMRの固有の特性も考慮すべきだが、SMRの設計ではすべてが示されているわけではない。容量が少ないことを考えると、これらの特性により、大型原子炉と同じ電力を得るための建設現場の需要は増加しますが、それ自体では原子力発電所の需要は増加しない。 財政的および経済的問題はSMRの建設を妨げる可能性がある。
SMR原子炉あたりの建設費は、従来の原子力発電所よりも低いと言われているが、小規模な経済性と原子炉の数が多いため、SMRの開発費は高くなる可能性がある。固定費のため、原子炉のサイズが小さくなると、単位出力あたりの人件費が増加する。単位出力あたりのSMRスタッフのコストは、大型原子炉の固定運転コストよりも190％も高くなる可能性がある。2019年のレポートによると、モジュール式の構築は非常に複雑なプロセスであり、SMRモジュールの輸送に関する情報は非常に限られているという。
ドイツ連邦核廃棄物管理安全局（BASE）が行った製造コストの計算では、規模の経済と原子力産業からの学習効果を考慮に入れると、SMRの生産に値する前に、平均3,000のSMRを生産する必要があることが示唆されている。これは、SMRの建設費が、電気出力が低いために大規模な原子力発電所の建設費よりも比較的高いためである。
2017年、8社を対象としたエネルギーイノベーション改革プロジェクトの調査では、47.5MWeから1,648MWeの容量の原子炉設計が検討された。この調査では、平均資本コストが3,782ドル/kW、平均運用コストの合計が21ドル/MWh、均等化発電原価が60ドル/MWhであると報告されている。
エネルギーインパクトセンターの創設者であるブレット・クーゲルマスは、何千ものSMRを並行して構築できると主張し、「したがって、長期の建設スケジュールのための長い借入期間に関連するコストを削減し、現在大規模なプロジェクトに関連しているリスクプレミアムを削減する。」とし、GE日立ニュークリア・エナジーのジョン・ボール副社長は、SMRのモジュール式要素は、建設期間の延長に関連するコストの削減にも役立つと述べ、同意した。

## ライセンス
SMRの採用に対する主な障壁は、ライセンスプロセスである。 これは、従来の特注の原子炉用に開発されたものであり、異なる場所に同一のユニットを簡単に配備することを妨げている。特に、米国原子力規制委員会の認可プロセスは、主に従来の原子炉に焦点を合わせてきた。 設計と安全の仕様、人員配置の要件、およびライセンス料はすべて、700MWeを超える電気出力を備えた原子炉を対象としている。
SMRにより、ライセンスプロセスが再評価された。 2009年10月のワークショップと2010年6月のワークショップでこのトピックが検討され、2010年5月に議会の公聴会が行われた。複数の米国の機関がSMRライセンスの定義に取り組んでいる。ただし、SMRの開発を推進するための安全規制の弱体化は、SMRの強化された安全特性を相殺する可能性があると主張する人もいる。
米国のAdvanced Reactor Demonstration Programは、2020年代に2つのプロトタイプSMRのライセンス供与と構築を支援し、最大40億ドルの政府資金を提供することが期待された。

## 核拡散
核兵器や放射能兵器に使われかねない核物質が国家やテロリストに渡る「核の拡散」は、他の原子力設備と同様に、小型モジュール炉（SMR）においても懸念事項である。SMRは発電容量が少なく、物理的に小さいため、従来のプラントよりもはるかに多くの場所に配備することを目的としている。またSMRは、人員のレベルを大幅に削減することが期待されている。この組み合わせにより、物理的な保護とセキュリティ上の懸念が生じている。
多くのSMRは、これらの懸念に対処するように設計されている。 燃料は、核分裂性ウラン235が20％未満の低濃縮ウランにすることができる。この少量の兵器級以下のウランは、兵器の生産には向かない。燃料が照射されると、核分裂生成物と核分裂性物質の混合物は放射性が高く、特別な取り扱いが必要であり、偶発的な盗難を防ぐ。
一部のSMR設計は、1回限りの燃料補給用に設計されている。これは、現場での核燃料の取り扱いを排除することによって核拡散抵抗を改善し、燃料を原子炉内に密封できることを意味する。ただし、この設計では大量の燃料が必要になるため、より魅力的なターゲットになる可能性がある。200 MWeの30年炉心寿命軽水SMRには、寿命末期に約2.5トンのプルトニウムが含まれる可能性がある。
トリウム上で稼働するように設計された軽水炉は、従来のウランサイクルと比較して高い核拡散抵抗性を提供するが、溶融塩原子炉にはかなりのリスクがある。
SMR工場は、原子炉が最終的な場所ではなく輸送前に燃料を供給されるため、アクセスを制限する。

## 候補地

### カナダ
2018年、カナダのニューブランズウィック州は、ポイント・ルプロー原子力発電所での実証プロジェクトに1,000万ドルを投資すると発表した。その後、SMRの支持者であるAdvanced Reactor ConceptsとMoltexがそこに事務所を開設することが発表された。
2019年12月1日、オンタリオ州、ニューブランズウィック州、サスカチュワン州の州知事は「小型モジュール炉（SMR）として知られる革新的で用途が広くスケーラブルな原子炉の開発と展開に協力することを約束する。」覚書に署名した。2020年8月にアルバータ州が加わった。
2021年、オンタリオ・パワー・ジェネレーションは、ダーリントンのサイトにBWRX-300 SMRを建設し、2028年までに完成させる計画を発表した。建設の免許はまだ申請されなければならなかった。

### 中国
2019年7月、中国核工業集団（CNNC）は、年末までに海南省の昌江にある既存の昌江原子力発電所の北西側にACP100 SMRを建設すると発表した。2021年6月7日、Linglong Oneという名前のデモプロジェクトは、中国国家発展改革委員会によって承認された。7月、中国核工業集団が建設を開始した。そして2021年10月に、2つのユニットのうちの最初のユニットの格納容器の底が設置された。世界初の商用陸上SMRプロトタイプであり、商用運用は2026年末までに開始される予定である。

### ポーランド
ポーランドの化学会社Synthosは、2030年までに日立BWRX-300原子炉（300 MW）をポーランドに配備する計画を宣言した。実現可能性調査は2020年12月に完了し、ライセンスはポーランド国立原子力機関から開始された。

### イギリス
2016年に、英国政府がウェールズのSMRサイト（旧トロースフィニッド原子力発電所を含む）と、北イングランド(en)の旧原子力発電所または石炭火力発電所のサイトを評価していることが報告された。ブラッドウェル、ハートリプール、ヘイシャム、オールドベリー、サイズウェル、セラフィールド、ウィルファを含む既存の原子力発電所は可能性があると述べられた。470 MWeのロールスロイスSMR(en)ユニットの目標コストは、5番目に構築されたユニットで18億ポンドである。2020年には、ロールスロイスが英国で最大16台のSMRを建設する計画があると報告された。 2019年、同社はモジュラーシステムの設計を開始するために1800万ポンドを受け取った。2021年に英国政府からロールスロイスにさらに2億1,000万ポンドが提供され、民間企業からの1億9,500万ポンドの寄付が追加された。

### アメリカ
アラスカ州ガリーナのガリーナ原子力発電所は、小型原子炉の設置提案であった。 これは、東芝4S原子炉の2012年の稼働を計画していたが実現しなかった。
2019年12月、テネシー川流域開発公社は、テネシー州のクリンチ川サイトにSMRを設置したことで、アメリカ合衆国原子力規制委員会から早期サイト許可（ESP）を取得することを承認された。 このESPは20年間有効であり、サイトの安全性、環境保護、緊急時の備えに対応している。 このESPは、米国で開発中の軽水炉SMR設計に適用できる。
Utah Associated Municipal Power Systems（UAMPS）は、エナジー・ノースウエストとのパートナーシップを発表し、アイダホ州、おそらくアメリカ合衆国エネルギー省のアイダホ国立研究所にニュースケール・パワーの原子炉を設置することを検討した。
新興エネルギー企業ニュースケール・パワー社は、2029年までにアイダホ州で小型モジュール炉を建設、商業運転開始を目指していた。しかし2023年11月、世界的なインフレや資材の高騰により採算が取れなくなったとして計画を中止した。